# FC Fémina Braine
FC Fémina Braine was een Belgische voetbalclub uit 's-Gravenbrakel. De club was aangesloten bij de KBVB met stamnummer 9286 en had blauw en zwart als kleuren. De club was enkel actief in het vrouwenvoetbal en speelde er meerdere jaren op het hoogste nationale niveau. Braine speelt in het Stade Communal van Zinnik, waar ook Soignies Sports speelt.

## Geschiedenis
De club ontstond als damesafdeling van Stade Brainois, dat was aangesloten bij de Belgische Voetbalbond onder stamnummer 343. Het eerste mannenelftal speelde in de jaren 70 in de nationale Vierde Klasse.
De vrouwen gingen van start in de provinciale reeks. In 1988 verscheen ook het dameselftal voor het eerst in de laagste nationale reeksen, in die tijd bij de vrouwen Tweede Nationale. De ploeg kon er zich meteen handhaven in de middenmoot. In 1991 werd Brainois tweede in zijn reeks, na KFC Rapide Wezemaal. Een jaar later deed men het nog beter. De ploeg won haar reeks en zo stootte de club in 1992 voor het eerst door naar het hoogste niveau.
Braine had het echter moeilijk in de hoogste afdeling, eindigde er voorlaatste en zakte zo in 1993 na een seizoen terug naar Tweede Nationale. In Tweede verliep het meteen weer vlot en de ploeg eindigde er haar eerste twee seizoenen telkens als tweede in haar reeks, eerst op amper twee punten van Union Forest Dames in 1994 en op amper een puntje van Zwarte Duivels Oud-Heverlee in 1995.
Op 13 mei 1995 splitste de damessectie zich af van Stade Brainois. Voortaan ging men autonoom verder binnen de nieuw opgericht club Standard Fémina de Braine, dat zich bij de KBVB aansloot met stamnummer 9286. De club bleef meedraaien aan de top en na nog een derde en tweede plaats slaagde Braine er in 1998 opnieuw in zijn reeks te winnen. Na vijf jaar promoveerde men zo opnieuw naar de Eerste Klasse.
Ditmaal kon Braine zich handhaven op het hoogste niveau, al eindigde het telkens in de staart van de rangschikking. In 2001 werd de clubnaam gewijzigd in FC Fémina Braine-Rebecq. Onder de nieuwe naam kende men echter een slecht seizoen. De ploeg haalde in de competitie amper één puntje en degradeerde zo in 2002 weer naar Tweede Klasse. Braine kende verder verval, want ook in Tweede strandde het onderaan, op de voorlaatste plaats, en zo zakte men in 2003 naar Derde Nationale.
Braine werkte echter meteen aan de terugkeer. Het eerste seizoen in Derde eindigde men nog op een tweede plaats, maar in 2004/05 won Braine-Rebecq opnieuw zijn reeks en kon het zo terug naar Tweede Klasse. Daar deed de ploeg meteen weer mee met de beteren. In 2008 haalde men er een tweede plaats en Braine mocht opnieuw naar Eerste Klasse, waar door het verdwijnen VCD Eendracht Aalst een plaats was vrijgekomen.
Het seizoen 2008/09 op het hoogste niveau werd echter geen succes. Braine eindigde er afgetekend allerlaatste en zakte na een seizoen opnieuw. Net als de vorige keer bleef ook ditmaal het verval duren, want Braine strandde daarna ook in Tweede Klasse op een degradatieplaats. In 2011 wijzigde de club haar naam in FC Fémina Braine.
Fémina Braine speelde in seizoen 2012/13 nog in Derde Klasse, maar is kort daarna opgeheven, net als de mannen ploeg die in 2021 opging in een fusie met AFC Tubize.